# Grewia damine
Grewia damine är en malvaväxtart som beskrevs av Joseph Gaertner. Grewia damine ingår i släktet Grewia och familjen malvaväxter. Inga underarter finns listade i Catalogue of Life.

## Bildgalleri

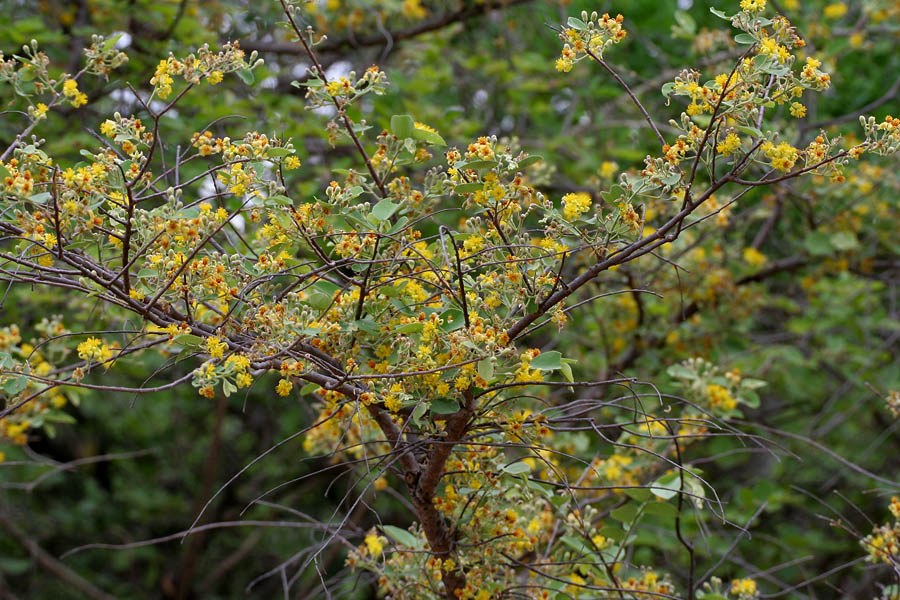
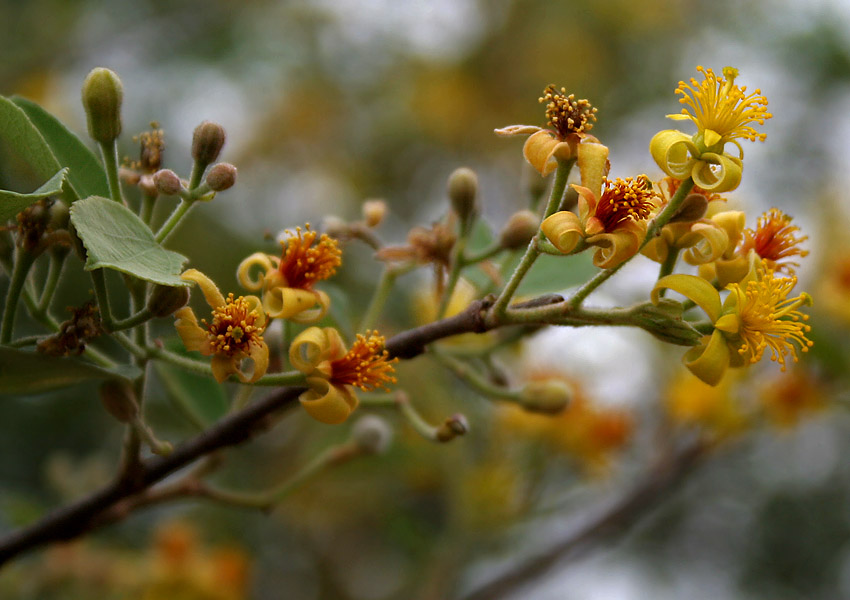
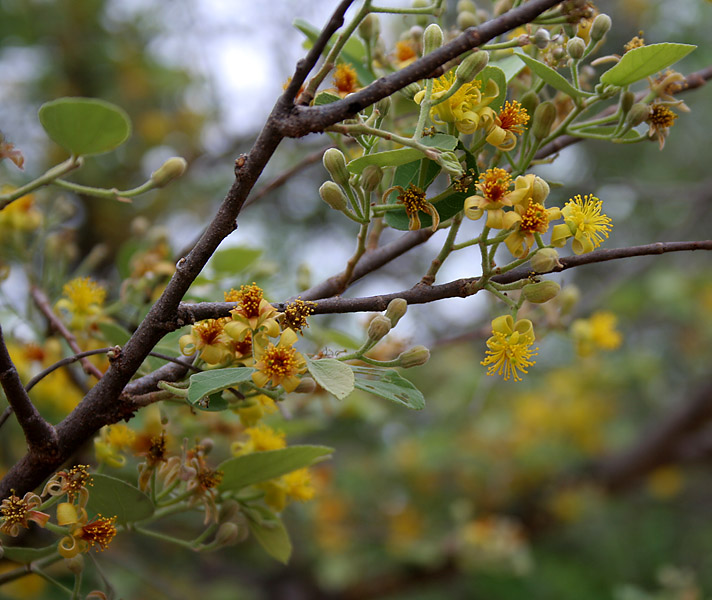
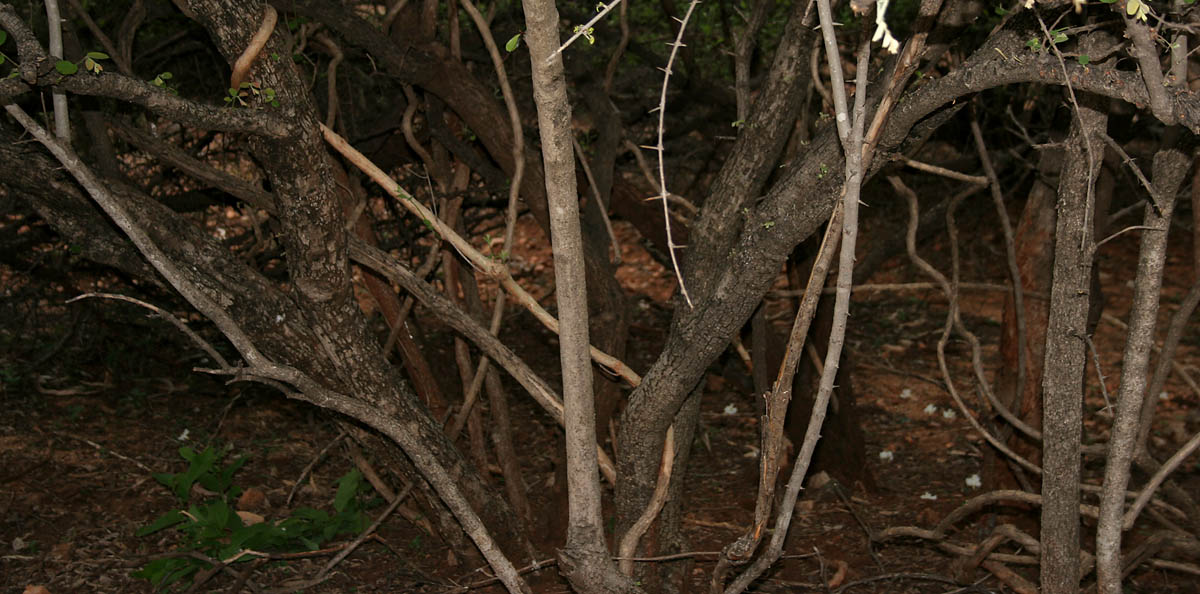
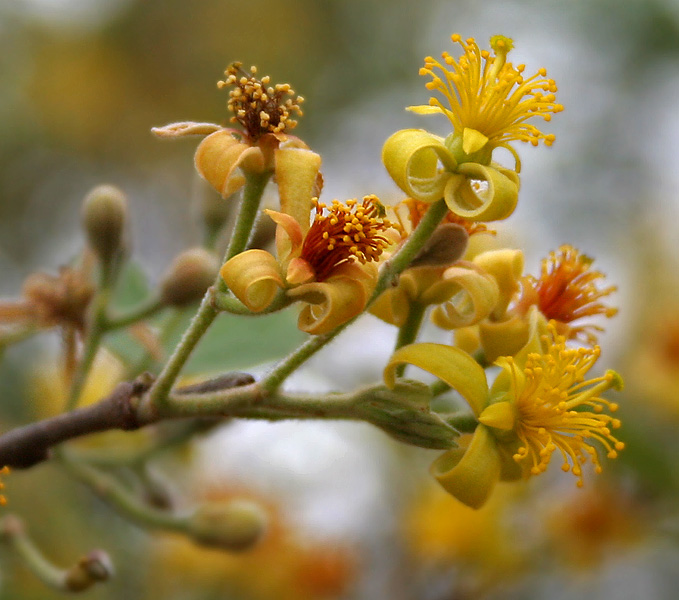
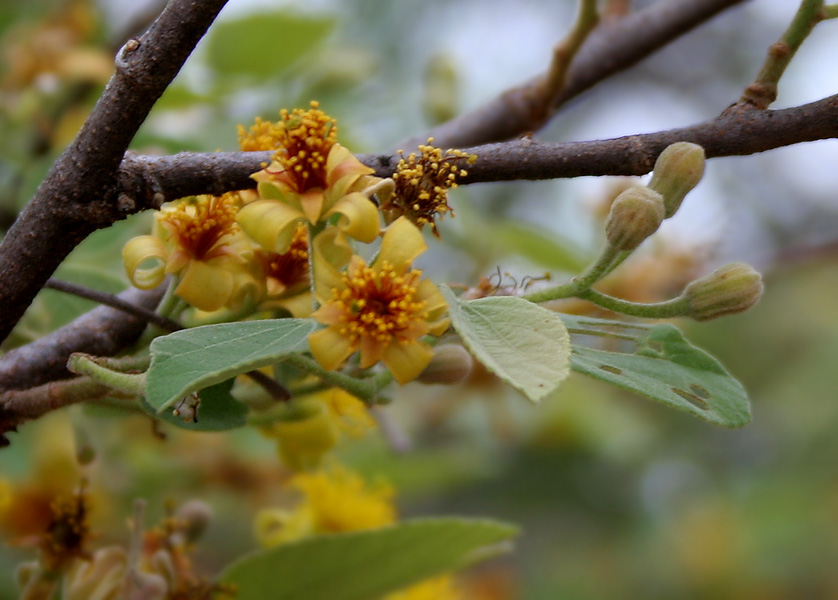